# بابک نورزاد
بابک نورزاد (زادهٔ ۲۳ مرداد ۱۳۵۷) کشتی‌گیر بازنشستهٔ ایرانی است که در دستهٔ ۵۵ کیلوگرم کشتی آزاد رقابت می‌کرد. او یک مدال نقرهٔ مسابقات قهرمانی کشتی جهان (۲۰۰۱) را کسب کرده و در مسابقات قهرمانی کشتی جهان ۲۰۰۲ و المپیک ۲۰۰۴ آتن هم حضور داشت.